# تيمو أندريس
تيمو أندريس (بالإنجليزية: Timo Andres)‏ هو ملحن أمريكي، ولد في 1985.

## وصلات خارجية
- تيمو أندريس على موقع IMDb (الإنجليزية)
- تيمو أندريس على موقع ميوزك برينز (الإنجليزية)
- تيمو أندريس على موقع ديسكوغز (الإنجليزية)